# 高知橋停留場
高知橋停留場（日语：／ Kochibashi teiryūjō */?）是位於高知縣高知市站前町，屬於土佐電交通站前線的電車站。本站在2017年10月加設副站名「醫療法人野並會 高知醫院前（日语：／）」。

## 歷史
本站是於2001年（平成13年）新設的電車站。過去在1928年（昭和3年），於播磨屋橋至高知站前之間曾經也設有「高知橋停留場」，於1944年（昭和19年）改名為廿代町通停留場（日语：／）後，在1960年（昭和35年）廢止。此電車站在約40年後再次啟用，並被視為廿代町通停留場重新復活。
- 1928年（昭和3年）2月16日 - 土佐電氣（後來為土佐電氣鐵道）播磨屋橋至高知站前之間開通，高知橋停留場啟用[1]。
- 1944年（昭和19年）4月1日 - 電車站向南遷移，並改名為廿代町通停留場[1]。
- 1960年（昭和35年）4月18日 - 電車站廢止[1]。
- 1980年（昭和55年）11月29日 - 高知橋建設完成[1]。
- 2001年（平成13年）3月27日 - 高知橋停留場啟用[2]。
- 2014年（平成26年）10月1日 - 土佐電氣鐵道、高知縣交通（日语：高知県交通）和土佐電Dream Service（日语：土佐電ドリームサービス）合併，土佐電交通成立[3]。成為土佐電交通的電車站。
- 2017年（平成29年）10月1日 - 高知縣內鐵路與電車首次設有冠名權契約，此電車站加設副站名「醫療法人野並會 高知醫院前」[4]。契約預定為3年[4]。

## 電車站構造
本站建在共用道路上，並設有2面2線的相對式乘車處（千鳥式）。北邊為高知站前方向月台，南邊為棧橋方向月台。當中，棧橋方向月台建設橋上，該橋的名稱正是「高知橋」。

## 電車站周邊
此站鄰接高知橋，該橋越過江之口川。在電車線開通前，已經設有縣道橋越過該河流。在1928年敷設電車路軌時，便於縣道上敷設路軌，成為道路與路軌共用橋。現時的橋樑是在1980年（昭和55年）11月建成，為第2代。
- 國道32號（日语：国道32号）
- 近森醫院（日语：近森病院）
- 「高知橋」巴士站

## 相鄰電車站
土佐電交通
站前線
蓮池町通－高知橋－高知站前

## 注腳
1. 1 2 3 4 5 6  《土佐電鉄が走る街 今昔》101・156-158頁
2. 1 2 3  今尾惠介（監修）. . 11 中国四国. 新潮社. 2009: 61. ISBN 978-4-10-790029-6 （日语）.
3. ↑  上野宏人. . 毎日新聞 (毎日新聞社). 2014-10-02 （日语）.
4. 1 2  . 高知新聞. 2017-09-30  [2017-10-01]. （原始内容存档于2017-10-01）.
5. ↑  川島令三. . 【図説】 日本の鉄道. 第2巻 四国西部エリア. 講談社. 2013: 38・95頁. ISBN 978-4-06-295161-6 （日语）.
6. 1 2  川島令三.  四國篇. 草思社. 2007: 286. ISBN 978-4-7942-1615-1 （日语）.
7. 1 2 3 4  《土佐電鉄が走る街 今昔》62-63頁